# كيري تومسون
كيري تومسون (12 ديسمبر 1949 في أستراليا - ) (بالإنجليزية: Kerry Thompson)‏ هو لاعب كريكت أسترالي.

## وصلات خارجية
- كيري تومسون على موقع إي آس بي آن كريك إنفو (الإنجليزية)